# Microrregión de Auriflama
La microrregión de Auriflama es una de las microrregiones del estado brasilero de São Paulo perteneciente a la Mesorregión de São José do Río Preto. Tiene una población de 46.367 habitantes (IBGE/2010) y está dividida en nueve municipios. Posee un área total de 2.312,2 km².

## Municipios
- Auriflama
- Floreal
- Gastão Vidigal
- General Salgado
- Guzolândia
- Magda
- Nova Castilho
- Nova Luzitânia
- São João de Iracema